# Nu1 Bootis
Pour les articles homonymes, voir Nu Bootis.
Désignations
Nu1 Bootis (ν1 Bootis / ν1 Boo) est une étoile géante de la constellation boréale du Bouvier. Elle est visible à l’œil nu avec une magnitude apparente de +5,02, bien qu'apparaissant peu brillante. L'étoile est distante d'environ ∼ 950 a.l. (∼ 291 pc) du Soleil et elle s'en rapproche avec une vitesse radiale héliocentrique de −11 km/s. À sa distance, sa magnitude visuelle est diminuée de 0,13 en raison du facteur d'extinction créé par la poussière interstellaire présente sur le trajet de la lumière émise par l'étoile
ν1 Bootis est une étoile géante rouge de type spectral K4,5 IIIb Ba0,4. La notation « Ba0,4 » présente dans son suffixe indique qu'il s'agit d'une étoile à baryum, ce qui signifie que son atmosphère a été enrichie par le processus s en certains éléments qui ont probablement été fournis par un compagnon en orbite qui est désormais devenu une naine blanche. L'étoile géante est environ 38 fois plus grande que le Soleil. Elle est 1 626 fois plus lumineuse que le Soleil et sa température de surface est de 3 917 K.